# Christian Garcia i Montagut
Christian Garcia i Montagut   (Barcelona, 13 de novembre de 1964) és un periodista i comunicador català. Després de 36 anys desenvolupant diverses tasques com a directiu de televisió i ràdio, anuncià públicament al programa Islàndia de RAC1, que deixava l'activitat professional a causa d'una discapacitat visual. En l'actualitat imparteix conferències i col·labora en diverses fundacions i entitats sense fins de lucre. En la 22a edició dels Premis Ràdio Associació de Catalunya el jurat li atorgà una Menció d'Honor a la trajectoria professional.

## Biografia
S'inicià en el món del periodisme l'any 1986, amb només 22 anys, a l'emissora privada Antena 3 Radio, formant part de l'equip d'esports que dirigía José Maria García. Allà va créixer envoltat de grans professionals de la ràdio com Pepe Gutierrez, Siro López, Javier Ares, Rafael Vilasanjuan, Enrique Garcia Corredera o Andres Montes. L'any 1992, en la cerimònia d'inauguració dels Jocs Olímpics de Barcelona, va protagonitzar un fet únic en uns JJOO, desfilant amb la delegació d'esportistes per retransmetre en directe per Antena 3 Ràdio aquell moment. El 1994 arribà a Catalunya Ràdio i, dos anys més tard, formà part de l'equip del programa nocturn d'esports “No ho diguis a ningú”, dirigit i presentat per Jordi Basté. L'any 2000 fou nomenat cap d'esports d'Ona Catalana, emissora del Grup Zeta, i presentador del programa “Ona Esports Migdia”. Allà coincidí amb Josep Cuní, Neus Bonet i Pere Escobar. En aquesta etapa compaginà aquesta tasca amb la direcció i presentació del programa de televisió “3 contra 1” a BarcelonaTV. El 2005 retornà a Catalunya Ràdio com a sotscap d'Esports i director executiu de “La Transmissió d'en Puyal”. Més tard, dins la Corporació Catalana de Mitjans Audiovisuals, desenvolupà diverses responsabilitats executives com adjunt a la Direcció de TV3, director d'Esports de la CCMA o director de l'Àrea de Desenvolupament de Negoci Audiovisual.
Actualment col·labora amb fundacions compromeses amb la inclusió de persones amb discapacitat.